# 自慰週

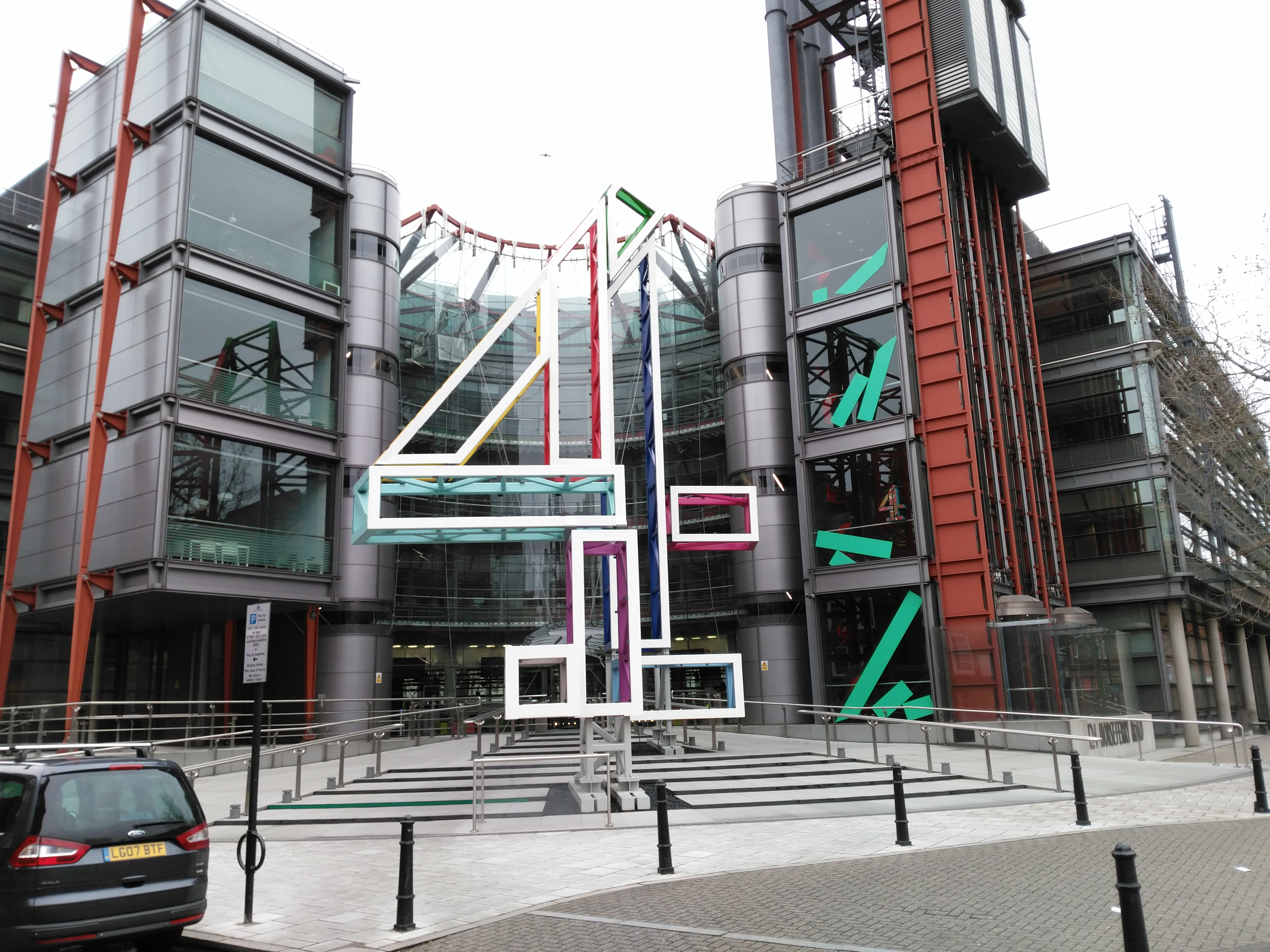
第四台的總部

《自慰週》（Wank Week）是在英国第四台播出的電視節目系列，其內容具一定爭議性；原本的計劃包括三個關於自慰的紀錄片節目。但是在有關計劃對外公佈後，隨即引來公眾對機構高層的抨擊，並引起對編輯人員的標準和該機構公共廣播服務許可的質疑。儘管該節目後來被取消播映，但是在稍後的日子当中的內容可能会被播出。

## 策划和设计

自慰馬拉松的標誌

該系列由真人娱乐节目的策划编辑詹姆斯·欣德（James Hindle）所策划，並於2006年7月發表其策划內容。它是由三集影片所組成，並在午夜11時播出，定位為一系列關於民众自慰的紀錄片。這種類型的電視節目並不算史無前例：該頻道以前曾放映一套名為《陰莖週》（Penis Week）的電視節目，《陰莖週》曾被麥肯齊（MacKenzie）於衛報的專題上稱讚為一項「成功[的電視節目]」，他繼而評論自慰週這個策划「我們覺得这是一項具挑逗性及令人感到調皮的节目，第四台應把其放在午夜11时放映」。在英国，午夜11时是由当地的通訊管理局在廣播守則制定的成人节目的分水岭时间（但是過渡到更多的成人內容時應根據廣播守則第1.6节「不得在分水岭或兒童可能會收聽的時間無故地突然過渡」），這容許了公共廣播服務能廣播一些明顯的成人內容。原定第一集的主題中心是在倫敦克勒肯維爾擧行的自慰馬拉松，它是一項參與者以集體公開自慰去為生殖健康機構玛丽斯特普国际组织籌集善款的活動。在背後錄製整個活動的獨立製片公司Zig-Zag所發出的一篇新聞稿顯示，它承诺該影片會呈现在公眾眼前：「如果在英國，拘谨的人只容許露出上唇（意指抑壓情緒）」。該節目的暂定名称為「Wank-a-thon」。
一個星期後，詹姆斯公佈當時標題尚未命名的第二集紀錄片將聚焦於男性強迫自慰，並由金丝製片公司（Spun Gold）負責製作。該集時長達一小時，並聚焦於一些努力嘗試减少習慣性过度自慰的男性（當中包括自慰頻率高達1天20次的男士），他們會利用在美國發展出來的一些方法嘗試解決此問題。在2006年9月，詹姆斯公佈該系列紀錄片的最後一集的策划內容，該集標題名為自慰的女孩（Masturbation For Girls），它同由金丝製片公司負責製作，並聚焦於女性的自慰，由性教育學家貝蒂·多德森博士主演，但該集的安排當時尚末敲定。在第二和第三集延期播出後，該兩集的標題最終被分別定為「我不能停止自慰」（I Can't Stop Wanking）以及「女性的自慰」（Masturbation for Women）。

## 爭議及取消播映
2006年8月25日，《自慰週》在愛丁堡國際電視節中聲望很高的詹姆斯·麥克塔格特紀念講座（ James MacTaggart Memorial Lecture）被批评，當時這個節目僅對外公佈了一個月。第四台的商業對手獨立電視台的首席执行官——查爾斯·艾倫批評，第四台在這項紀錄片採用一種「乞讨」经费的方式（在要求對公共服務進行津貼时，同時追求商業化之路）。《自慰週》的声明亦成为了批判的一部分。第四台在聲明中認為它富含「教育」的內容，艾倫開玩笑地說，他期待「教育內容」被列入自慰週，「但即使對第四台而言，這可能也是很難做到」。隨後的媒體多次應用到雙關語。
第四台的第一任首席执行官傑里米·艾薩克斯在《展望雜誌》的一篇專題上批評此一節目。艾薩克斯批評第四台的商業化程度增加，導致其把16歲-34歲的聽眾定為目標，最終使得第四台的電視節目十分着迷於「青少年违犯道德准则（或行为准则）以及性愛」這兩件事上，並就此舉出《时尚的陰道》（Designer Vaginas）、《世界最大的陰莖》（The World's Biggest Penis）、《自慰週》等例子。
雖然公眾的抨擊引起了機構高層的憂慮，但《自慰週》始終計劃如期播映，直至2007年2月初，那時僅離計劃播放日期1個月。在《名人老大哥》中曾有一項激烈的種族主義爭論，自慰週的推出將在關鍵時刻引起更多的难堪局面：在當時，通讯管理局正在審查數碼化轉換之前的第四台的財務狀況，第四台為一家國有公司，但以廣告資助支撑其公共廣播服務。《廣播雜誌》指出幾位第四台的高層對《自慰週》感到不安，包括第四台的副主席大衛·普特南和董事長盧克·約翰遜，但他們本來並不打算正式反對該計劃。名人老大哥的種族主義爭論後的氣氛影響了決策。
據《衛報》的媒體板块，受托用於《自慰週》的內容很可能在晚些時候播出，但可能不會以自慰週的名號播出。廣播雜誌的資深記者丹·伍頓（Dan Wootton）批評這为一項「懦弱的」決定。他亦把其與第四台的高層准备捍衛《名人老大哥》的方式作對比，批評他們為一班「偽善者」。

## 外部連結
- Channel 4's website, www.channel4.com （页面存档备份，存于）